# Biggenden
Biggenden är en ort i Australien. Den ligger i kommunen North Burnett och delstaten Queensland, omkring 240 kilometer nordväst om delstatshuvudstaden Brisbane. Antalet invånare är 644.
Trakten runt Biggenden är nära nog obefolkad, med mindre än två invånare per kvadratkilometer.. Det finns inga andra samhällen i närheten. 
I omgivningarna runt Biggenden växer huvudsakligen savannskog. Genomsnittlig årsnederbörd är 1 212 millimeter. Den regnigaste månaden är mars, med i genomsnitt 257 mm nederbörd, och den torraste är september, med 21 mm nederbörd.